# Okres Frutigen-Niedersimmental
Okres Frutigen-Niedersimmental (německy Verwaltungskreis Frutigen-Niedersimmental) je jedním z okresů kantonu Bern ve Švýcarsku. Jeho sídlem je Frutigen. Nachází se v jižní části kantonu, z velké části v Bernských Alpách.

## Seznam obcí
| Znak                     | Název obce               | Počet obyvatel (31. 12. 2022) | Rozloha (km²) | Hustota zalidnění (obyv./km²) |
| ------------------------ | ------------------------ | ----------------------------- | ------------- | ----------------------------- |
| Adelboden                | Adelboden                | 3399                          | 87,62         | 39                            |
| Aeschi bei Spiez         | Aeschi bei Spiez         | 2283                          | 30,99         | 74                            |
| Därstetten               | Därstetten               | 858                           | 32,84         | 26                            |
| Diemtigen                | Diemtigen                | 2271                          | 129,94        | 17                            |
| Erlenbach im Simmental   | Erlenbach im Simmental   | 1744                          | 36,69         | 48                            |
| Frutigen                 | Frutigen                 | 7014                          | 72,28         | 97                            |
| Kandergrund              | Kandergrund              | 822                           | 32,09         | 26                            |
| Kandersteg               | Kandersteg               | 1298                          | 134,31        | 10                            |
| Krattigen                | Krattigen                | 1140                          | 6,00          | 190                           |
| Oberwil im Simmental     | Oberwil im Simmental     | 818                           | 46,06         | 18                            |
| Reichenbach im Kandertal | Reichenbach im Kandertal | 3698                          | 125,76        | 29                            |
| Spiez                    | Spiez                    | 12 906                        | 16,70         | 773                           |
| Wimmis                   | Wimmis                   | 2645                          | 22,35         | 118                           |
| Celkem (13)              | Celkem (13)              | 40 896                        | 773,63        | 53                            |